# Internationale Gartenbauausstellung

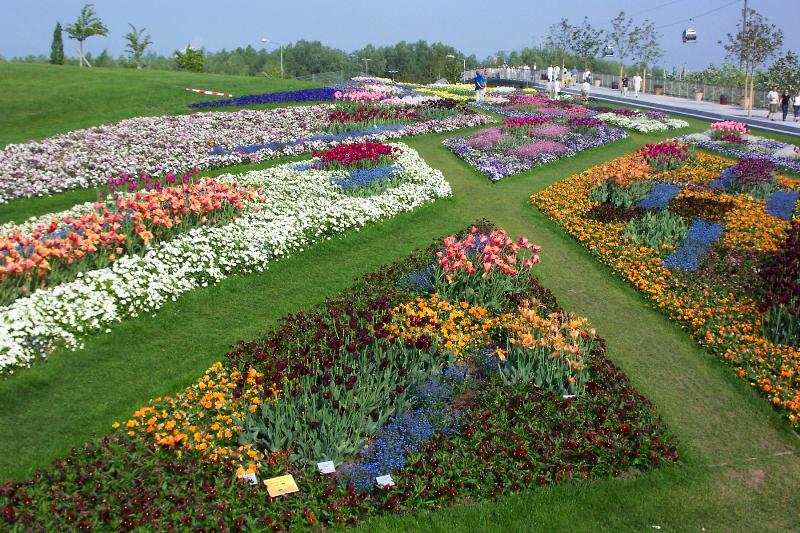
IGA 2003 in Rostock

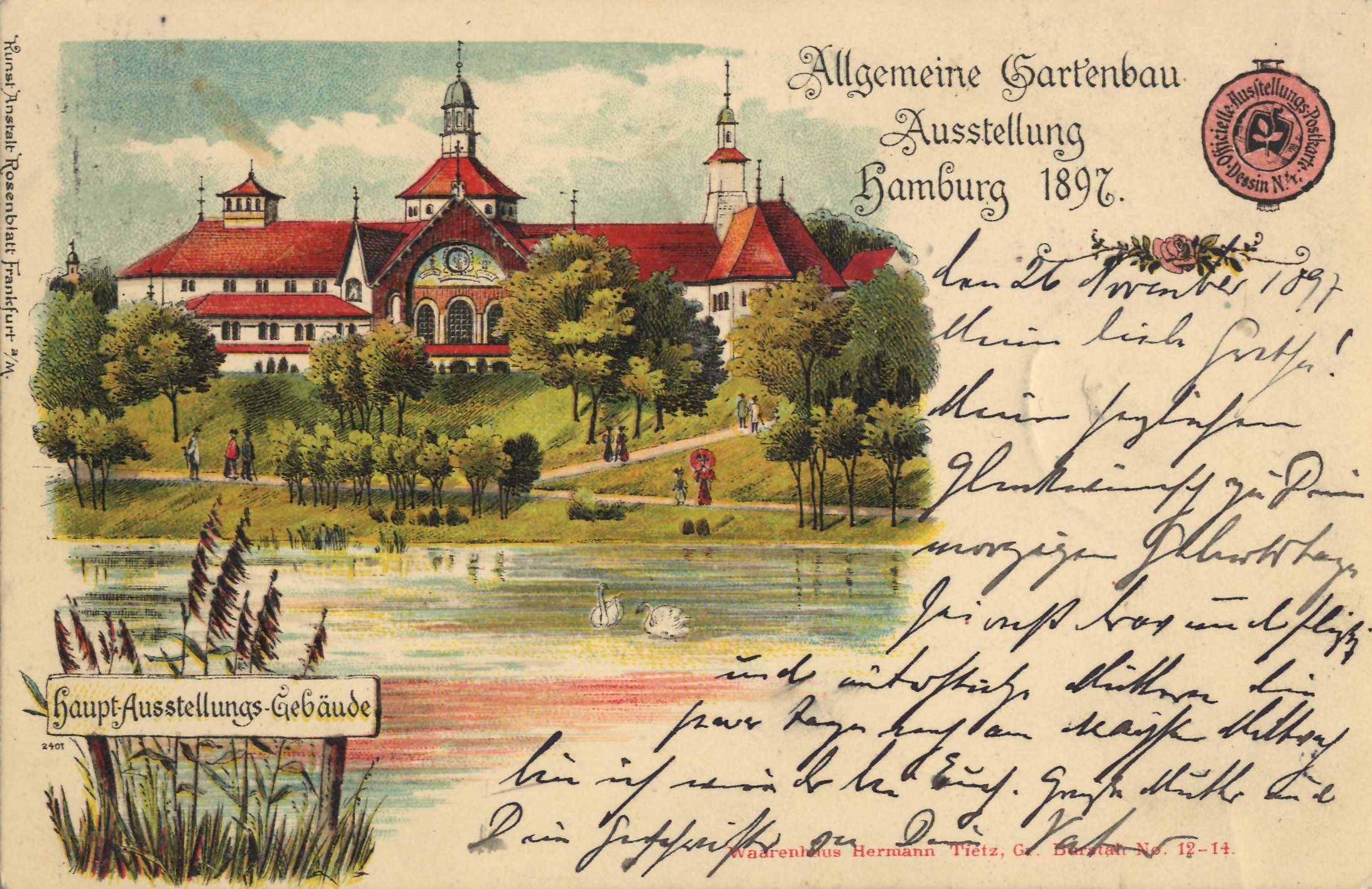
Postkarte von der Allgemeinen Gartenbau-Ausstellung 1897 in Hamburg

Eine internationale Gartenbauausstellung (abgekürzt IGA) ist eine internationale Leistungsschau des Garten- und Landschaftsbaus und seiner Fachverbände. Auf den Ausstellungen werden Gärten, Landschaftsarchitektur, Landschaftsbau, Pflanzenzucht und Gartengeräte/-Möbel gezeigt.

## Deutschland

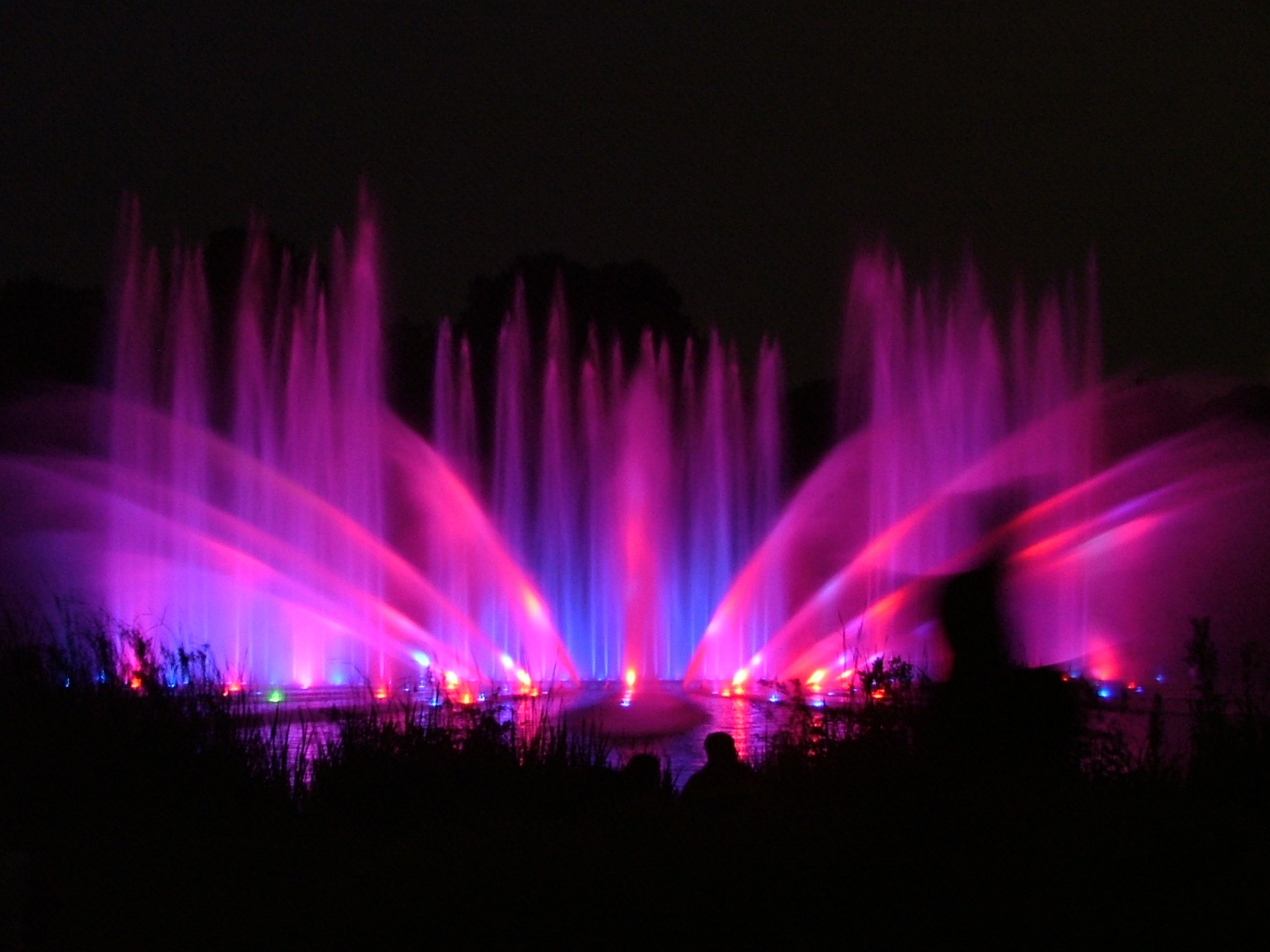
Die Wasserlichtorgel war eine der Hauptattraktionen der IGA 1953 im Park Planten un Blomen in Hamburg.

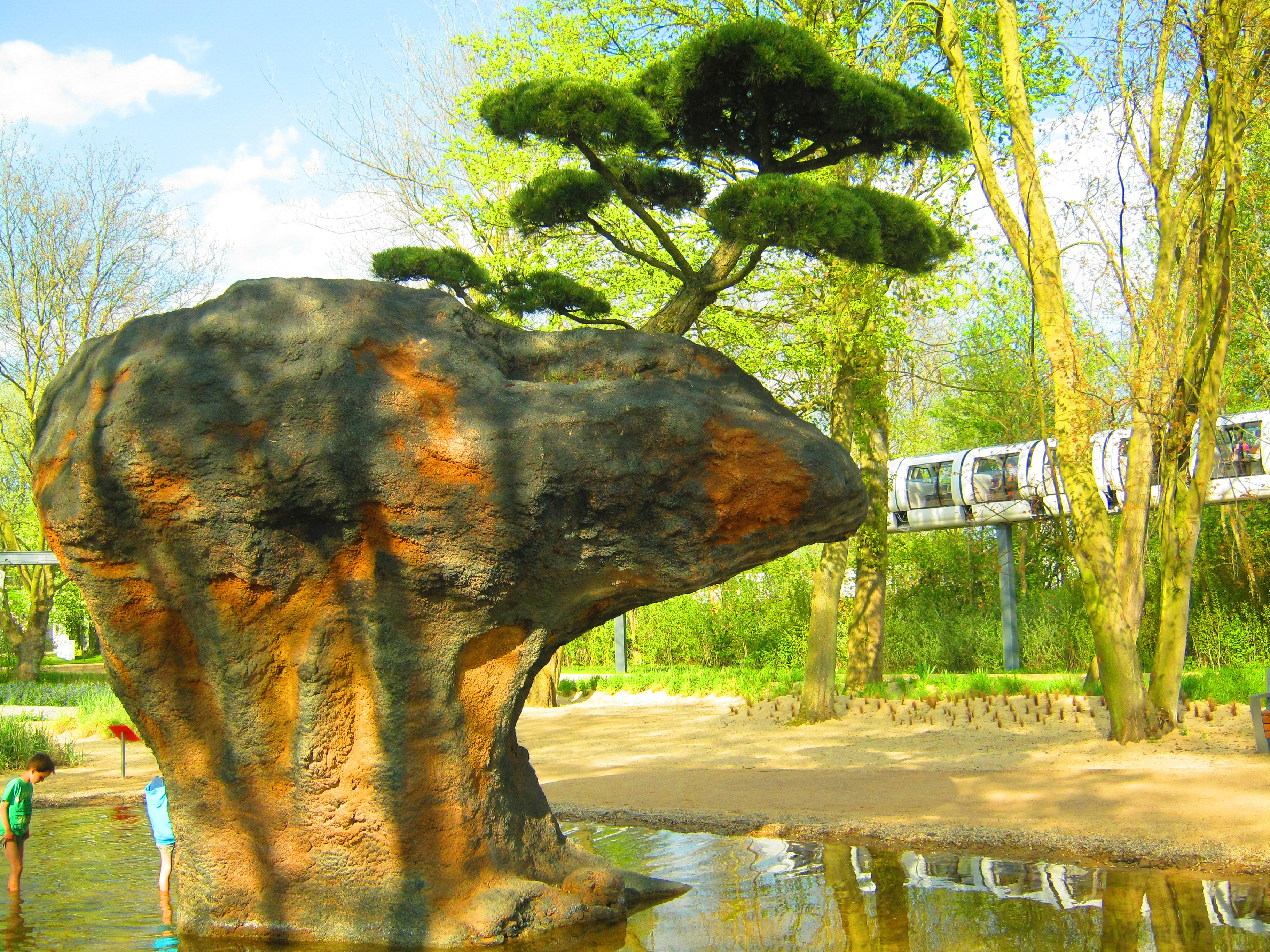
Garten Sansibar oder der letzte Grund der IGS 2013

Neben Bundesbehörden und den ausrichtenden Städten ist heute stets die 1993 gegründete Deutsche Bundesgartenschau GmbH (DBG) beteiligt, hinter ihr stehen der Zentralverband Gartenbau e. V. (ZVG), der Bundesverband Garten-, Landschafts- und Sportplatzbau (BGL) und der  Bund deutscher Baumschulen (BdB). Die Schirmherrschaft einer Internationalen Gartenschau wird wie bei einer Bundesgartenschau vom jeweiligen Bundespräsidenten übernommen.

### Allgemeines
Die IGA findet in Deutschland alle zehn Jahre statt. Sie ersetzt im jeweiligen (ungeraden) Jahr zugleich die biennale Bundesgartenschau (BUGA). Interessierte Städte müssen sich nach einem Reglement um die Austragung der IGA bewerben. Internationale Gartenbauausstellungen werden von der Bundesrepublik Deutschland beim Bureau International des Expositions (BIE) in Paris beantragt und müssen zudem von der Association Internationale des Producteurs de l’Horticulture (AIPH) genehmigt werden. Die endgültige Entscheidung zur Durchführung trifft das BIE. Die Floriade (Niederlande) durchläuft das gleiche internationale Genehmigungsverfahren.
Nach dem Zweiten Weltkrieg fanden in Deutschland IGAs traditionell in den Jahren statt, die auf 3 endeten. Die Systematik wurde nach 2013 auf 7er-Jahre geändert, um einen größeren Abstand von den Floriaden in den Niederlanden in den mit 2 endenden Jahren zu erreichen. Nachdem Hamburg bereits mit Vorbereitungen für die Ausstellung 2013 begonnen hatte, wurde für diese Veranstaltung der einmalige Titel einer Internationalen Gartenschau (IGS) erfunden.

### Chronologisch
- 1865: Erfurt, Allgemeine Deutsche Gartenbauausstellung (9. bis 17. September 1865,  mit internationaler Beteiligung in Vogels Garten, Poppes Garten und Hellings Garten)[2]
- 1869: Hamburg, Internationale Gartenbau-Ausstellung (2. bis 12. September, Alter Elbpark zwischen Millerntordamm und Elbe, 420 Aussteller)[3][4]
- 1887: Dresden, I. Internationale Gartenbauausstellung (7. bis 16. Mai, Großer Garten)
- 1896: Dresden, II. Internationale Gartenbau-Ausstellung (2. bis 12. Mai, Städtischer Ausstellungspalast)
- 1897: Hamburg, Allgemeine Gartenbau-Ausstellung (1. Mai bis 4. Oktober, Wallanlagen zwischen Millerntor und Holstentor)

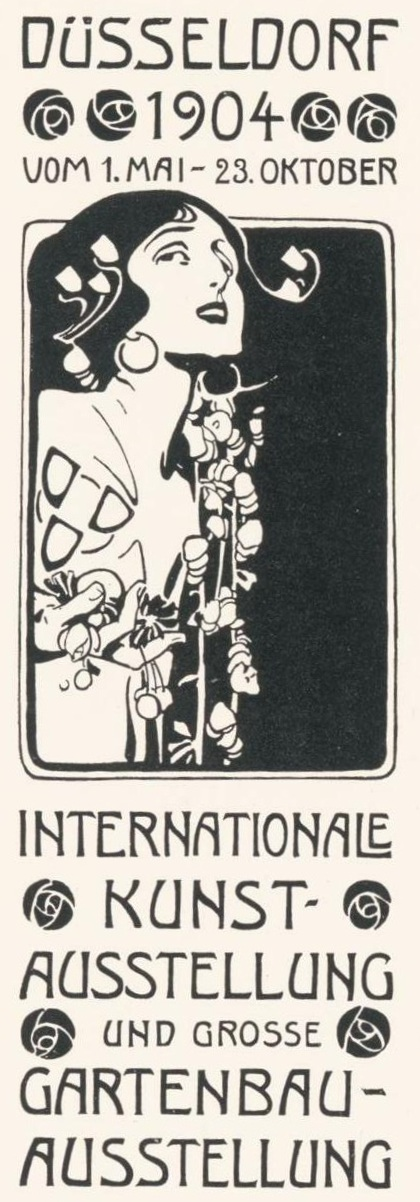
Internationale Kunst-Ausstellung und Großen Gartenbau-Ausstellung Düsseldorf 1904, Jugendstil-Grafik von Josef Adolf Lang, 1903

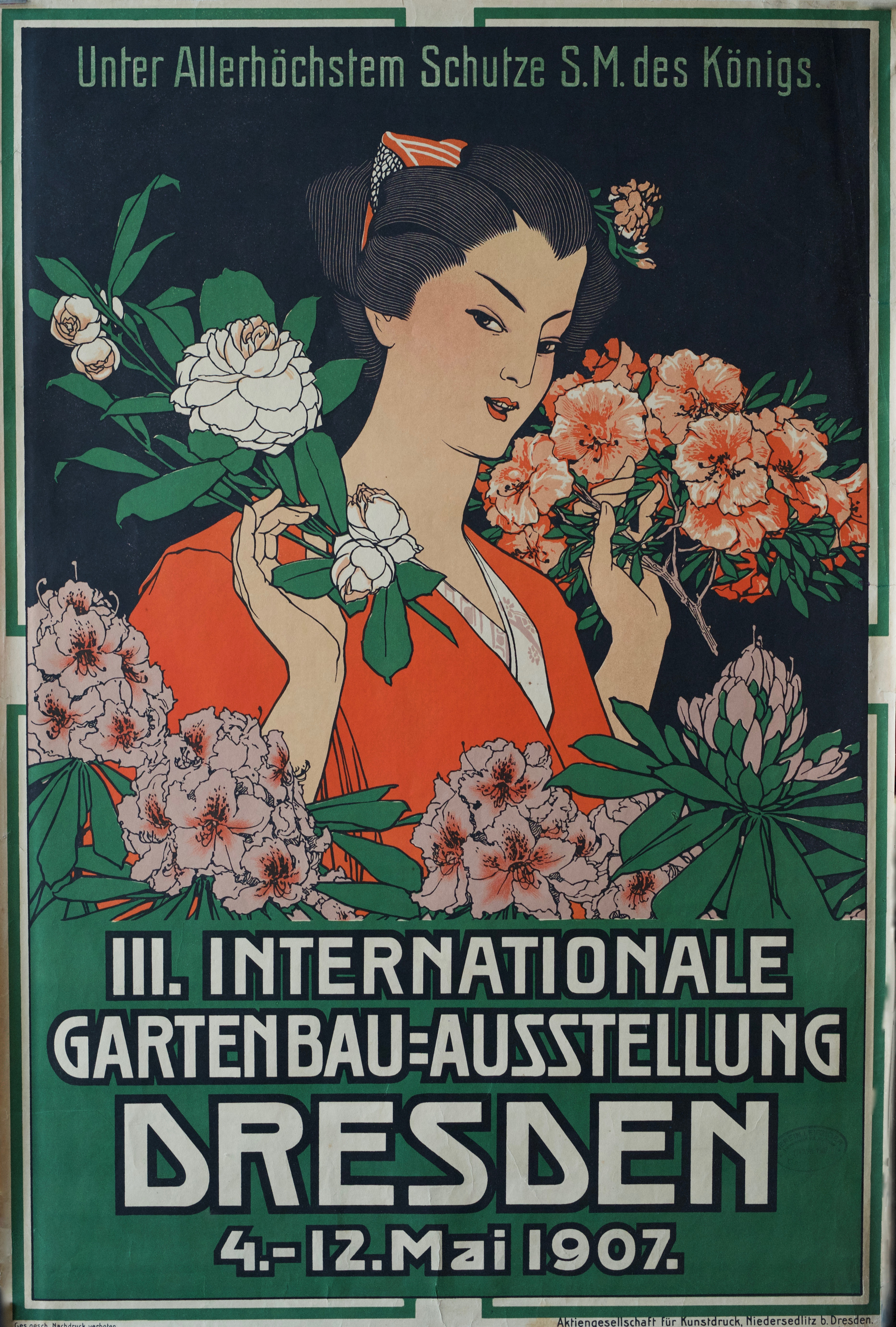
Plakat von Otto Gussmann für die III. Internationale Gartenbau-Ausstellung Dresden 4.–12. Mai 1907

- 1904: Düsseldorf, Internationale Kunst-Ausstellung und Große Gartenbau-Ausstellung (1. Mai bis 23. Oktober 1904 im und am Kunstpalast Düsseldorf),[5] Gartenentwürfe: Rudolph Jürgens, Peter Behrens; große Blumenhalle: Ludwig Winter
- 1907: Dresden III. Internationale Gartenbau-Ausstellung (4. bis 12. Mai, Städtischer Ausstellungspalast)
- 1909 bis nach 1945: wirtschafts- und kriegsbedingt ausgefallen
- 1953: IGA Hamburg (30. April bis 11. Oktober, Planten un Blomen und Jungiuswiesen, Attraktionen: Der Philipsturm sowie die Wasserlichtorgel)
- 1961: Erfurt, „iga“, die 1. Internationale Gartenbauausstellung sozialistischer Länder (28. April bis 15. Oktober)
- 1963: IGA Hamburg (26. April bis 13. Oktober, Planten un Blomen, (Alter) Botanischer Garten und die Wallanlagen, besondere Attraktion: eine 1415 m lange Gondel-Seilbahn vom Dammtor zum Millerntor über elf Stützen)
- 1973: IGA Hamburg (27. April bis 7. Oktober, am selben Ort, diesmal mit der IGA-Bahn, hielt an vier Stationen, Rundfahrt ca. 30 Minuten)
- 1983: IGA München im Westpark (28. April bis 9. Oktober)
- 1993: IGA Stuttgart (23. April bis 17. Oktober, gestalterische Leitidee: Grünes U)
- 2003: IGA Rostock (25. April bis 12. Oktober)
- 2013: IGS Hamburg (26. April bis 13. Oktober, Wilhelmsburg) (IGS)
- 2017: IGA Berlin (13. April bis 15. Oktober, Erholungspark Marzahn[6])
- 2027: IGA Metropole Ruhr[7]
- 2037: IGA Garzweiler[8]

## Europa

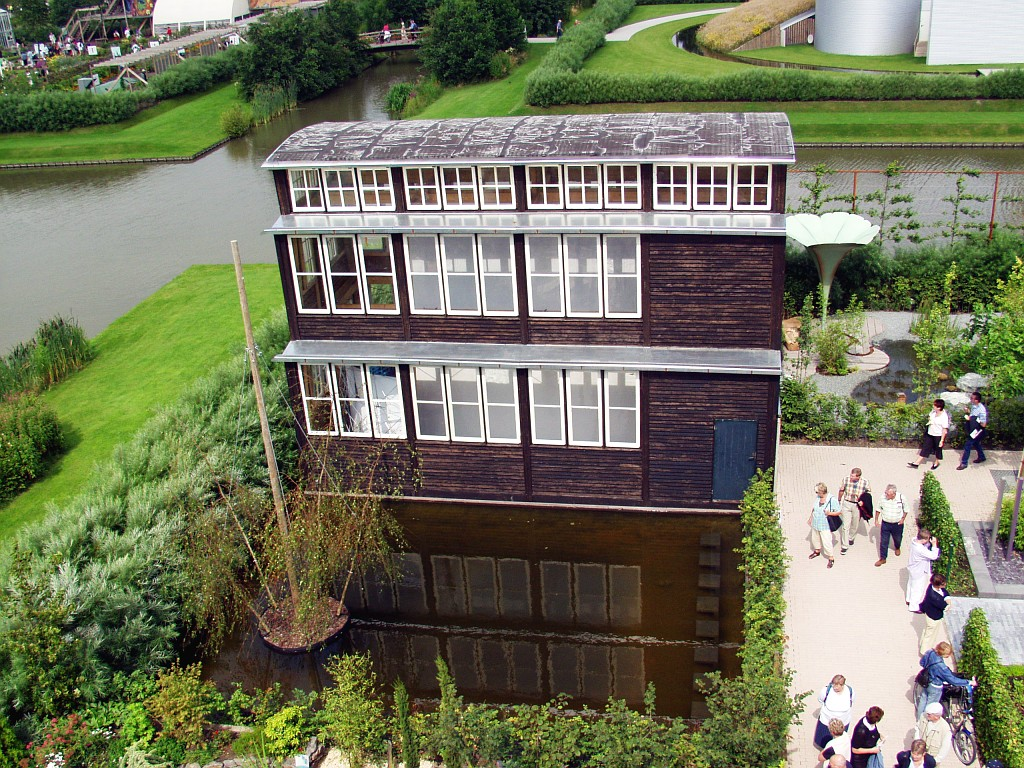
Floriade in der niederländischen Gemeinde Haarlemmermeer (2002)

- 1837: Gent: erste Internationale Blumenausstellung in Belgien durch die „Société d’Agriculture et de Botanique de Gand“
- 1866: London: Internationale Gartenbauausstellung
- 1961: Erfurt: Internationale Gartenbauausstellung der sozialistischen Länder
- Die Floriade findet seit 1960 alle 10 Jahre in den Niederlanden statt:
  - 1960: Rotterdam
  - 1972: Amsterdam
  - 1982: Amsterdam
  - 1992: Den Haag/Zoetermeer
  - 2002: Haarlemmermeer
  - 2012: Region Venlo
  - 2022: Almere
- Internationale Gartenschau (unvollständig)
  - 1964: Wien-Donaupark – Wiener Internationale Gartenschau (WIG 64)
  - 1974: Wien-Favoriten – Wiener Internationale Gartenschau (WIG 74)
  - 2000: Graz – Internationale Gartenschau 2000 (IGS)
- Festival International des Jardins findet jährlich seit 1992 in Chaumont-sur-Loire in Frankreich statt
- Chelsea Flower Show jährlich seit 1862 im Londoner Stadtteil Chelsea (anfänglich unter der Bezeichnung Royal Horticultural Society’s Great Spring Show)

## Außerhalb Europas
- International Garden Exposition
  - 1990: Osaka, Japan
  - 1999: Kunming, China
  - 2006: Shenyang, China (1. Mai bis 1. Oktober 2006 mit 100 verschiedenen Gärten)
  - 2013: Suncheon Bay Garden Expo 2013, Suncheon, Südkorea
  - 2023: 2023 Suncheonman International Garden Expo
- International Garden Festival, jährlich (seit 2000) in Québec, Kanada
- China International Garden & Flower EXPO 2004–2005 in Shenzhen, Volksrepublik China
- Pacific Flora 2004 (Shizuoka International Garden and Horticulture Exhibition), Japan
- Royal Flora Ratchaphruek, 1. November 2006 bis 31. Januar 2007 in Chiang Mai, Thailand[9]
- Taipei International Flora Exposition, 6. November 2010 bis 25. April 2011, Republik China auf Taiwan[10][11]
- Xi’an International Horticultural Exhibition 2011, 28. April bis 22. Oktober 2011, Volksrepublik China[11][12]